# Chất kháng độc

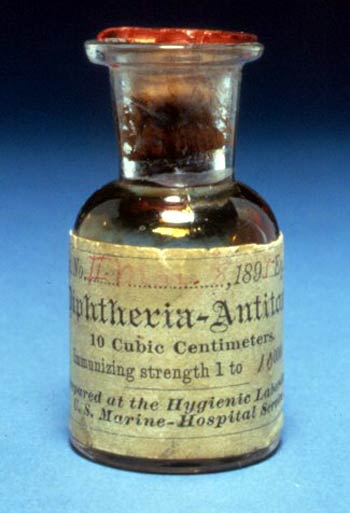
Một chai thuốc kháng bệnh bạch hầu năm 1895.

Chất kháng độc là các kháng thể có khả năng trung hòa những độc tố cụ thể. Chất kháng độc được tạo ra bởi một số động vật, thực vật và vi khuẩn. Dù hiệu quả chính của chất kháng độc là trong việc trung hòa độc tố, chúng cũng có thể tiêu diệt vi khuẩn và các vi sinh vật khác. Chất kháng độc có thể được tạo ra trong các sinh vật này nhưng được tiêm vào các sinh vật khác, kể cả con người. Phương pháp này cũng bao gồm tiêm một con vật với một lượng độc tố an toàn. Sau đó, cơ thể của động vật tự tạo lượng chất kháng độc cần để trung hòa độc tố. Sau đó, máu của động vật sẽ được lấy. Sau khi chất kháng độc được lấy từ máu, nó được tinh chế và tiêm vào một con người hoặc động vật khác, gây ra miễn dịch thụ động. Để ngăn ngừa bệnh huyết thanh do tiêm truyền, tốt nhất là nên sử dụng chất kháng độc được tạo ra từ cùng một loài (ví dụ: sử dụng chất kháng độc lấy từ người để điều trị cho con người).

## Chất kháng độc tetanus
Chất kháng độc tetanus là kháng thể bảo vệ chống lại vi khuẩn Clostridium tetani, vi khuẩn gây bệnh uốn ván. Kháng thể sẽ được tạo ra sau khi tiêm nhiễm độc tố hoặc biến độc tố uốn ván hoặc bị nhiễm trùng Clostridium tetani.
Chất kháng độc tetanus nên được dùng cho trẻ từ 6 đến 8 tuần tuổi, trong ba liều với khoảng thời gian 4 đến 8 tuần. Sau đó, nên tiêm hai liều chính khi đạt 6 đến 12 tháng tuổi và liều sau ở tuổi 4 đến 6 trước khi vào bước vào hệ thống trường học. Biến độc tố uốn ván thường được dùng kết hợp với biến độc tố bạch hầu và vaccine ho gà. Vaccine này sẽ bảo vệ chống lại bệnh uốn ván trong ít nhất 10 năm. Nếu một cá nhân nhận được tất cả năm liều, khuyến cáo rằng cá nhân có một liều tăng cường một lần ở tuổi 50. Liều tăng cường duy nhất cũng nên sử dụng nếu một cá nhân bị nhiễm trùng uốn ván và không tiếp xúc với biến độc tố trong 3 năm qua.